# Dehtáry (Bílá)
Dehtáry jsou malá vesnice, část obce Bílá v okrese Liberec. Nachází se asi tři kilometry jižně od Bílé. Skrze Dehtáry protéká potok Oharka. Dehtáry leží v katastrálním území Chvalčovice o výměře 3,67 km². Část Klamorna je vedena jako 2. díl základní sídelní jednotky Dehtáry.

## Historie
První písemná zmínka o vesnici pochází z roku 1547.
V roce 1903 zde stálo 24 domů a fungovala jednotřídní škola, kterou navštěvovalo 39 žáků. Ke zdejší školní obci náležely mimo Dehtár také Chvalčovice a Klamorna. Ze spolků zde fungoval Sbor dobrovolných hasičů a Národní jednota severočeská. Pouť se konala v neděli po svatém Jakubovi, posvícení pak druhou říjnovou neděli.
V době Protektorátu v letech 1942–1945 ve vsi působila Lidová škola zemědělská. Národní škola v Dehtárech zanikla v roce 1959.

## Pamětihodnosti
- Hradiště nad soutokem Mohelky a Oharky, archeologická lokalita
- Krucifix

## Galerie

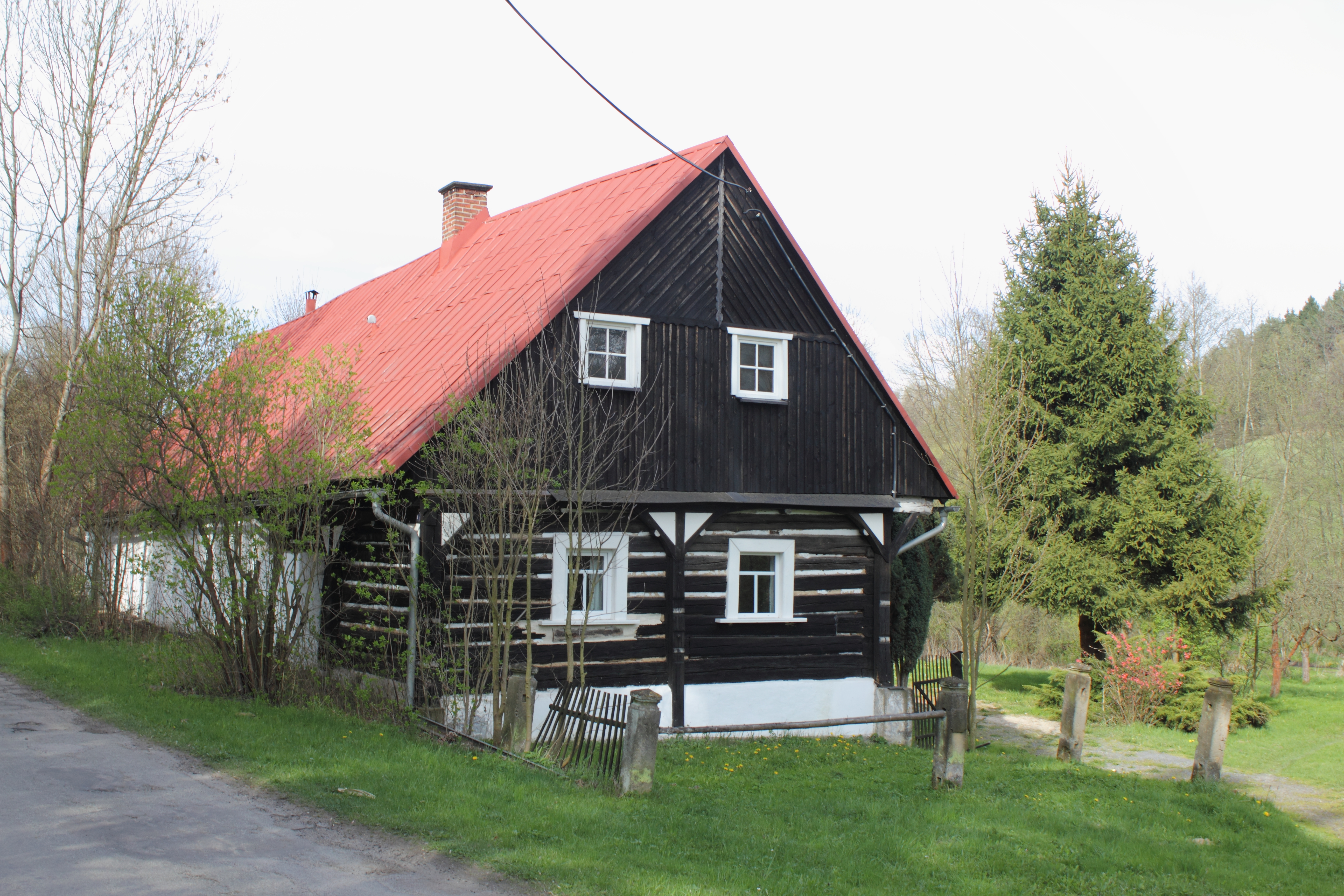
Roubené stavení
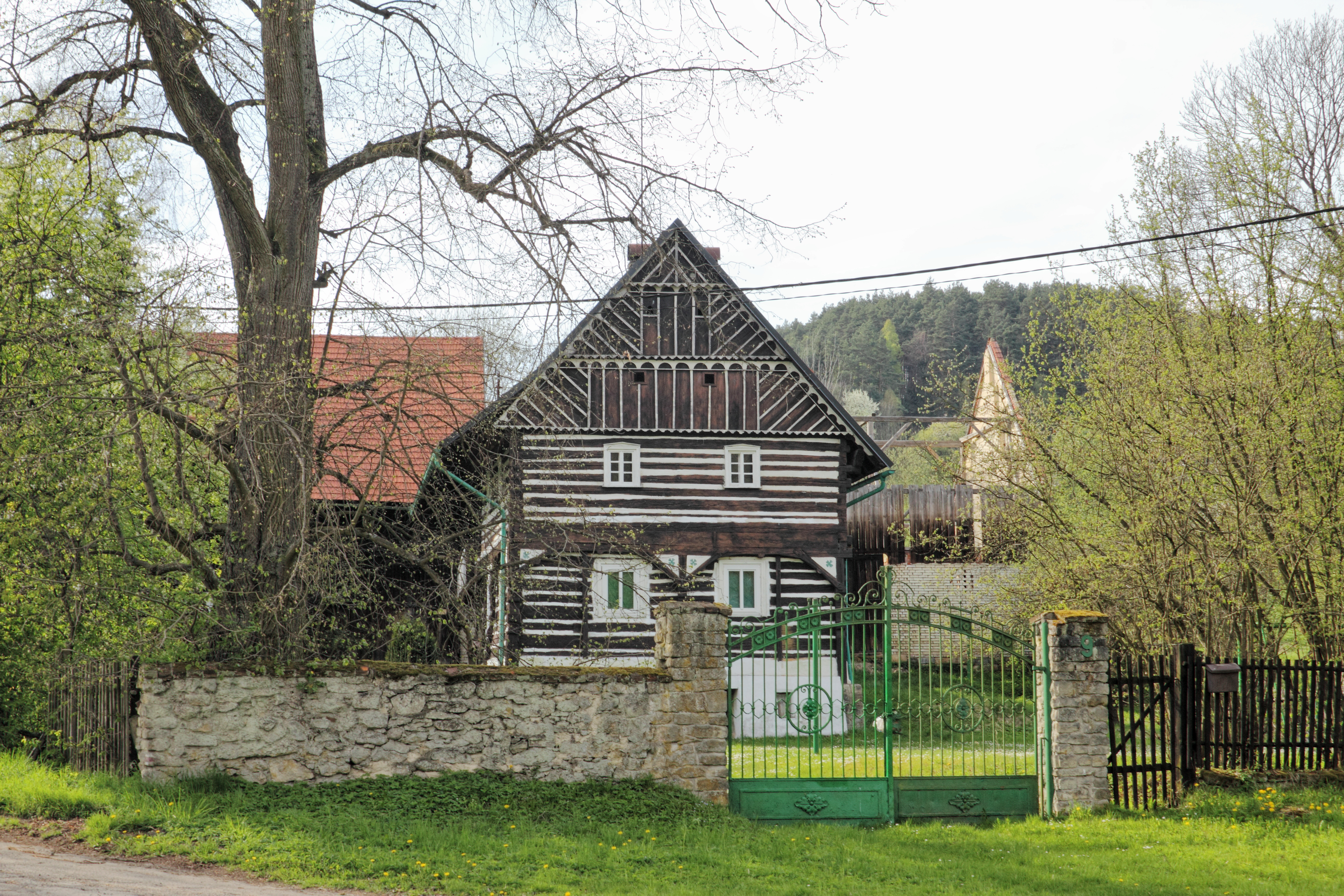
Roubené stavení
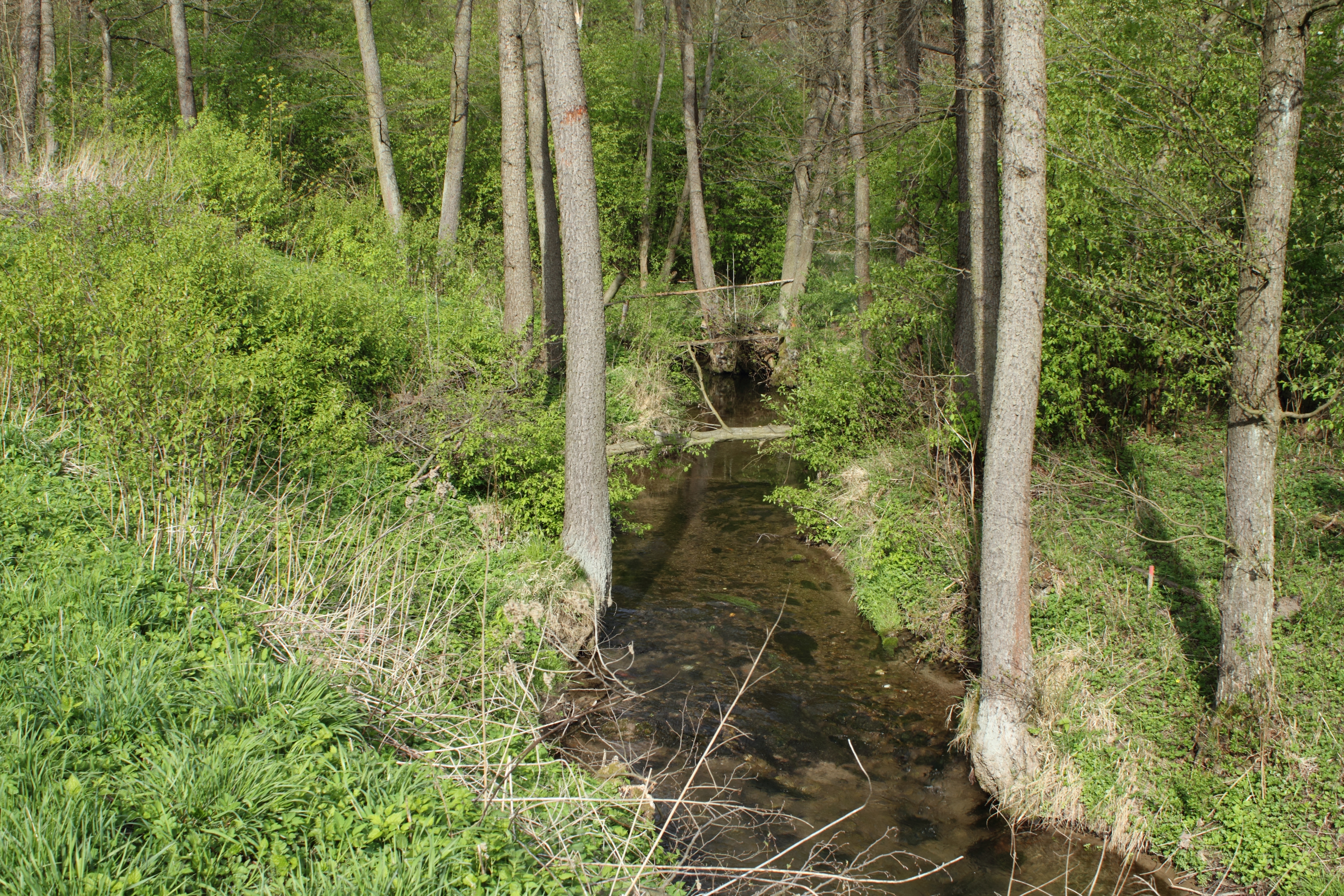
Říčka Oharka